# Бернардо Белото
Бернардо Белото (итал. Bernardo Bellotto; Венеција, 30. јануар 1721 — Варшава, 17. октобар 1780) је био италијански сликар градских панорама, активан у Варшави, Дрездену, Торину и Бечу. Нећак је и ученик сликара Каналета. Белото је надмашио ујака у свом „одсликавању“ стварности, тако да захваљујући њему данас доста поуздано знамо како су средином 18. века изгледали Торино, Беч, Дрезден, Минхен и Варшава. Чувене слике Мост Санта Тринита на реци Арно у Фиренци (око 1742. уље на платну) и Пјаца дела Сињорија у Фиренци (око 1742. уље на платну) налазе се у Уметничком музеју у Будимпешти.